# Turcomanos iraquianos
Os turcomanos iraquianos (também chamados de turcomenos ou turquemenos iraquianos; em árabe: تركمان العراق; em turco: Irak Türkmenleri) são um grupo étnico turcomano que vive na região do chamado Turkmeneli, no Iraque, mais especificamente nas cidades de Arbil, Tal Afar, Kirkuk e Mossul. Como os assírios, os turcomanos alegam ser o terceiro maior grupo étnico do país (depois dos árabes e dos curdos); no entanto, as estimativas sobre o seu número de pessoas variam dramaticamente, de 222.000 segundo especialistas ocidentais a 2 milhões, segundo fontes turcas.
Os turcomanos do Iraque não devem ser confundidos com os turcomanos da Ásia Central, que vivem majoritariamente no Turcomenistão, Afeganistão e Irã; os turcomanos iraquianos formam um grupo distinto dentro da classificação dos turcos oguzes, que inclui os turcos otomanos, os turcos modernos, os azerbaijanos, além dos turcomanos da Ásia Central.